# Leño
Leño fue una banda española de rock formada en 1978 por Rosendo Mercado, Ramiro Penas (ex-Coz) y Chiqui Mariscal. Mediada la grabación del primer disco, este último se marchó siendo sustituido por Tony Urbano, también procedente del grupo Coz. En retrospectiva, se convirtieron en el máximo estandarte del surgimiento de un movimiento conocido como rock urbano durante la transición española.
Su mayor éxito comercial llegó con la publicación del álbum En directo que llegaría a alcanzar la cifra de ventas de disco de oro. El tema «Maneras de vivir» se ha convertido en el más emblemático de la banda, llegando a ser radiado, versionado y referenciado en multitud de ocasiones. Asimismo el sencillo «¡Que tire la toalla!» llegó al primer puesto en las listas de Los 40 Principales.
En el punto álgido de su carrera, tras finalizar una gira junto a Miguel Ríos, el grupo se disolvió en octubre de 1983.
A pesar de su corta trayectoria, se convirtieron en uno de los grupos más importantes e influyentes del rock español. Con tres álbumes de estudio y un álbum en directo en su haber, además de un segundo álbum en vivo publicado póstumamente; hasta 2013 habían vendido medio millón de discos.

## Historia

### Formación
El nacimiento de Leño se remonta, probablemente, al 31 de diciembre de 1977, tras una discusión de los componentes de la primera formación del grupo Ñu antes de comenzar un concierto. Dice la leyenda que uno de los componentes de Ñu, Rosendo Mercado, pronunció las palabras: "Chico, hasta aquí hemos llegado...". La relación de amor-odio entre Rosendo y José Carlos Molina, el Molina, queda patente hasta en el origen del nombre del nuevo grupo formado por Rosendo "las canciones que haces son un leño, tío" decía José Carlos de las composiciones de Rosendo para Ñu.
Aunque José Carlos cuenta otra versión "Bueno, Leño lo formé yo, y el nombre me lo inventé yo. Y es que cada vez que hacía una canción heavy, como la introducción de "Este Madrid", que es mía, Rosendo decía "¡vaya leño de canción que has hecho!". Empezaron bromeando y al final decidieron llamarse Leño, no quería Rosendo perder la "ñ" por ningún lado.
Solo unos días después se creó plenamente el grupo. Con un viejo amigo del grupo Fresa (anterior nombre de Ñu), Chiqui Mariscal, y el exbatería de Coz (grupo del que después saldría otro grupo de los 80 llamado Barón Rojo) debutan en la sala Alcalá Palace el 12 de febrero como teloneros de Asfalto, con cuatro temas propios.

### Primera etapa
En mayo se publicó el sencillo "Este Madrid/Aprendiendo a escuchar", hoy un disco de coleccionista. El 22 de septiembre de 1978 participaron en el festival Rocktiembre. De esta actuación, se extrajeron tres canciones interpretadas en directo que aparecieron en la película Nos va la marcha (1979), que se trataba de una suerte de documental de la organización y ejecución del festival. Tras decenas de conciertos, en diciembre de 1978, en setenta horas se graba y mezcla el primer disco de Leño, con el mismo nombre que el grupo; bajo la producción de Teddy Bautista.
La portada de Leño (1979) muestra el adiós de Chiqui Mariscal, el primer bajista. Con el tiempo Chiqui volvió a integrarse en Ñu, grupo en el que había estado, con Rosendo, antes de que ambos formaran Leño.
Para sustituirle entró en el grupo (y ya se quedará hasta el fin) Tony Urbano, gran amigo de Ramiro (ambos provenientes de Coz). Tony grabará en el disco el último tema, el himno al LSD "El tren", compuesto y no grabado, por Rosendo y José Carlos Molina en los tiempos de Ñu (como curiosidad, esta canción la grabó Ñu varios años después, con otro nombre y mucha gente pensó que estaban versionando a Leño, cuando en realidad la canción era de ambos).
Era el final de una década y el principio de otra esperanzadora, con conciertos en cada ciudad y la radio sonando en español.
Como declaró Rosendo, "Estábamos siempre juntos porque era la época de los festivales y en cualquier punto de España nos encontrábamos Coz, Ñu o Leño de Madrid, Bloque de Santander, Smash o Storm de Sevilla... Había algo por lo que estar ahí y pelear juntos. Estábamos abriendo hueco. Eran conciertos de cuatro, seis, ocho o hasta catorce grupos, era una locura. Los equipos eran horribles y además no los sabíamos manejar. Bloque tenían la mejor producción y equipo, también Asfalto, quizá porque fueron los que empezaron antes e iban invirtiendo. Con Ñu nunca toqué con monitores, se tocaba con los amplis de escenario. El batería se dejaba los muñones dando hostias y los demás apretábamos con los Marshall a todo volumen...".

### Segunda etapa
En el siguiente año llegó la movida madrileña y las casas de discos comenzaron a aumentar sus ventas. Muchos aún recuerdan como un mal sueño[¿según quién?] la aparición de Leño, los "auténticos auténticos" haciendo play-back en Aplauso, un programa musical de TVE de la época. Aunque otros recuerdan otra versión de los hechos: "Eso del play-back me recuerda cuando, en la prehistoria, Leño la armó cuando exigió (y lo consiguió) tocar en directo en el programa Aplauso" (Raimundo Amador).

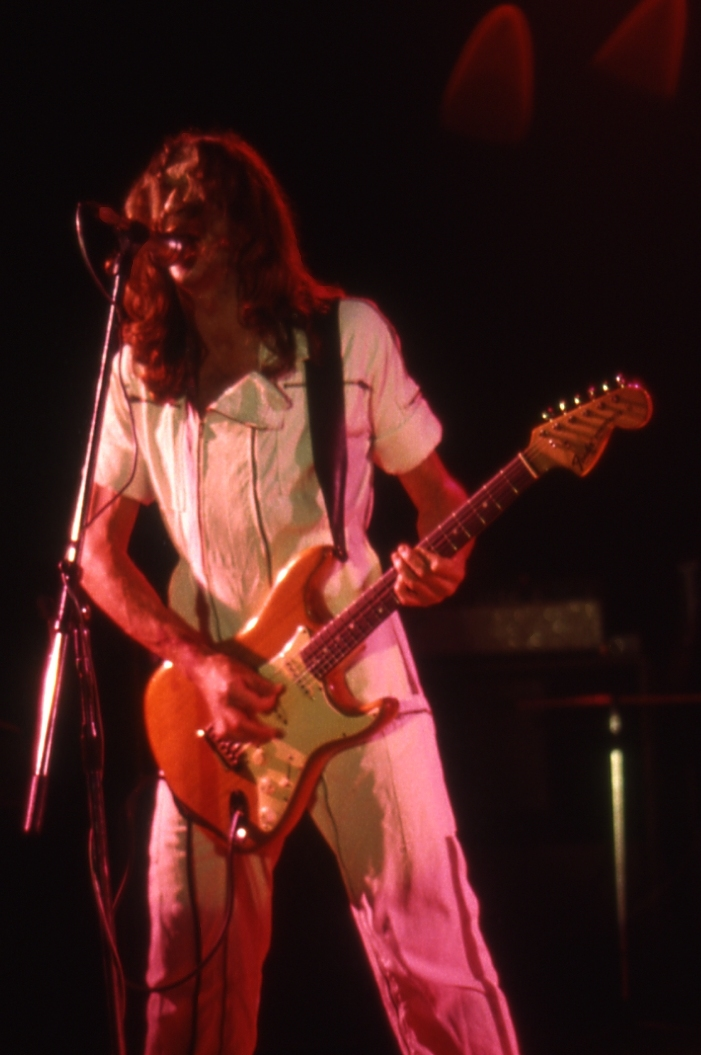
Rosendo durante una actuación en 1981.

En abril de 1980 se grabó Más madera (1980), con teclados de Teddy Bautista y un sonido más nuevaolero. Según Rosendo: "Más Madera suena muy mal. Se hizo muy deprisa, por debajo de las cien horas de trabajo: un trío que entra en un estudio y mete elementos que no había tenido antes, con lo cual no hubo tiempo de asimilarlo. Pero nos apetecía hacerlo porque era bueno para nuestra historia"
"... eres nuevo, no sabes nada, estás en un estudio de grabación y no eres consciente de muchas cosas ... cuando acabé mi parte necesitaba salir de allí porque me quemé. Dejamos a Rosendo sólo y él nos críticó tanto a Tony como a mí, pero le dije que era peor que hubiera estado allí porque habría odiado ese disco toda mi vida. Teddy hizo lo que le salía de los cojones con el disco. También hizo unas cosas curiositas pero no consiguió hacerlo sonar ... eran canciones sencillas que se pueden tocar con una guitarra acústica, tenían bonitas letras y mucho sentimiento. Rosendo escribía ya con una sensibilidad absoluta". (Ramiro Penas).[cita requerida]
A pesar de estas aparentemente duras declaraciones, los miembros de la banda se encontraron satisfechos con el resultado del álbum con el paso del tiempo. El propio Rosendo reconoció que fue incomprendido por buena parte de los aficionados de la banda pero a él siempre le gustó el álbum y nunca renegaron de él, aceptando de buen agrado la propuesta de Teddy Bautista.
Ya en 1981 se grabó En directo (1981); un trabajo en vivo con menor cantidad de este tipo de arreglos, y con cierta motivación de mostrar al público cómo sonaban en directo, aunque todavía seguían presentes.  El disco se registró en las noches del 25, 26 y 27 de marzo en el barrio de Tetuán (Madrid), cerca de su local de ensayo de la calle Tablada, en la sala Carolina, Bravo Murillo. Teddy Bautista tomó las riendas de los teclados y repitió como productor, se introdujo además un saxofón como novedad (Manolo Morales), se dispuso también de coros (una casi desconocida Luz Casal en ellos) y el aliciente de presentar cuatro canciones creadas expresamente para el evento. A pesar del sonido y que solo contuviera cuatro canciones inéditas, este disco fue el más vendido de la carrera de Leño.

### Tercera etapa
En los años 81 y 82 la banda continuó desmarcándose de etiquetas como "heavy" o "rock duro". Más allá de su predilección por bandas como Led Zeppelin, Black Sabbath, Deep Purple o Blue Oyster Cult, dejaban claro en sus entrevistas que ellos escuchaban a The Clash, a Joe Jackson, a Specials o Talking Heads. Como declaró el propio Rosendo "Era algo absolutamente premeditado. No queríamos quedarnos en las tachas ... Lo mismo ocurría con nuestra imagen, utilizo la ropa que visto normalmente. Veía a alguna gente y pensaba: pero cómo sales a un escenario con una ropa que te tienes que quitar luego porque no va contigo...".
En febrero de 1982 se inició la "aventura londinense". Leño grabó su tercer disco, Corre, corre (1982), en Londres bajo la producción de Carlos Narea. Sin embargo, cuando se presentó este disco a los críticos de la revista inglesa "Kerrang", especializada en rock duro, el resultado fue pésimo.[cita requerida] Según algunos era imposible juzgar a Leño sin entender, más allá de la diferencia de idioma, sobre qué están hablando.[cita requerida] Según Rosendo: " En "Corre, Corre" hay muy buenas canciones. Eran temas más claros, con estribillos que enganchan. Ya no había teclados y las guitarras sonaban serias... ". Los singles fueron radiados y comenzaron a tener una resonancia más allá de los estrechos círculos del rock de la época.
El disco sonó mucho en la radio, hasta en la televisión. El mítico programa "Musical Express" de Àngel Casas realizó una grabación en directo. Leño fue también el primer grupo que apareció en el programa de televisión "Tocata", cuando el grupo ya estaba cerca de su disolución.
Encontrar razones para la disolución del grupo es a la vez complicado y sencillo. Algunas de las declaraciones de los componentes del grupo aclaran el tema: "Dentro de dos años esto estará muerto, no vamos a conseguir nada, solo quemar una historia que es preciosa. Estaba consiguiendo lo que toda mi vida había soñado y me daba cuenta de que ya no era lo que me había planteado … arrastrábamos a mucha gente … era una responsabilidad que no quería asumir. Fue un cúmulo de historias, aparte de peloteras personales..." (Rosendo). "Hubo muchos motivos. Entre ellos, el faltarnos al respeto aunque fuera una sola vez. No hubo problemas de comunicación porque hablamos hasta el final pero, por otra parte, ¿qué íbamos a contar a esas alturas? ...se había acabado la esencia del grupo, sentíamos que nos estábamos aburguesando en cierto modo... Ya no teníamos nada que contar, fuimos un grupo contestatario en la transición política-cultural del país... Creo que dejamos a Leño donde lo teníamos que dejar" (Ramiro Penas).
El final lo marcó la gira, organizada por Miguel Ríos, "El rock de una noche de verano", que en treinta y cuatro noches del verano del 1983, dejó en oídos y almas las últimas notas y letras de la banda. Miguel Ríos estaba en su apogeo (con discos como "Rock&Ríos" y "El Rock de una noche de verano") y aquella, según algunos, pudo ser la gira más multitudinaria y espectacular de artistas españoles de la época.
Leño optó por disolverse en lo más álgido de su carrera y dieron un concierto de despedida gratuito en el Parque del Oeste en Madrid, en octubre del 1983, por considerar sus miembros que habían llegado "a un callejón sin salida a nivel creativo". En su edición del 11 de octubre, el diario ABC publicó: "El grupo de rock con más carisma que haya salido nunca de los barrios madrileños se disuelve definitivamente. La muerte de la banda, que se había insinuado ya en los últimos meses, llega en un momento en el que Leño funcionaba como una máquina perfecta".
Realmente su disolución la marcó la adicción de Tony a la heroína.[cita requerida]
Esa decisión originó la creación de una leyenda.[cita requerida] Parece evidente que si Rosendo, líder natural de grupo, hubiese dado el visto bueno a las propuestas de reunión -algunas de gran impacto económico-, las dudas hubieran manchado la imagen de Leño.[cita requerida]
De manera póstuma se publicó el álbum en directo Vivo '83 (2006) con grabaciones en directo inéditas de los últimos conciertos ofrecidos por la banda.

## Legado
Leño, aunque no estuvieron entre los más pioneros en interpretarlo —como fueron Tapiman, Lone Star o Storm—, sí fueron parte de los grupos que lograron consolidar la escena del hard rock en España. De alguna manera la escena aún se encontraba en su fase primeriza con pocos representantes del género en castellano y/o de bajo éxito comercial. La normalización del uso del castellano entre los grupos de rock nacionales fue una de las características primordiales del movimiento del rock urbano dentro del cual Leño fue categorizada; y en retrospectiva serían considerados por la crítica especializada como el máximo estandarte de ese movimiento en su época, así como además pasarían a ser considerados como una de las bandas más influyentes del rock español. Bajo un estilo musical basado inicialmente en el hard rock de bandas como Black Sabbath o Led Zeppelin con tintes progresivos, cambiaron su registro para acercar su sonido a la New wave de grupos como The Police aunque pronto abandonaron estos arreglos para finalmente asentarse en un tono de rock and roll y blues rock más afín a artistas como Rory Gallagher o Eric Clapton.
Tras su disolución, Leño se convierte un grupo de culto para muchos, sus discos se reeditan, aparecen continuos rumores de reunión, y hasta la fecha sus canciones son pedidas por el público en los conciertos de Rosendo.

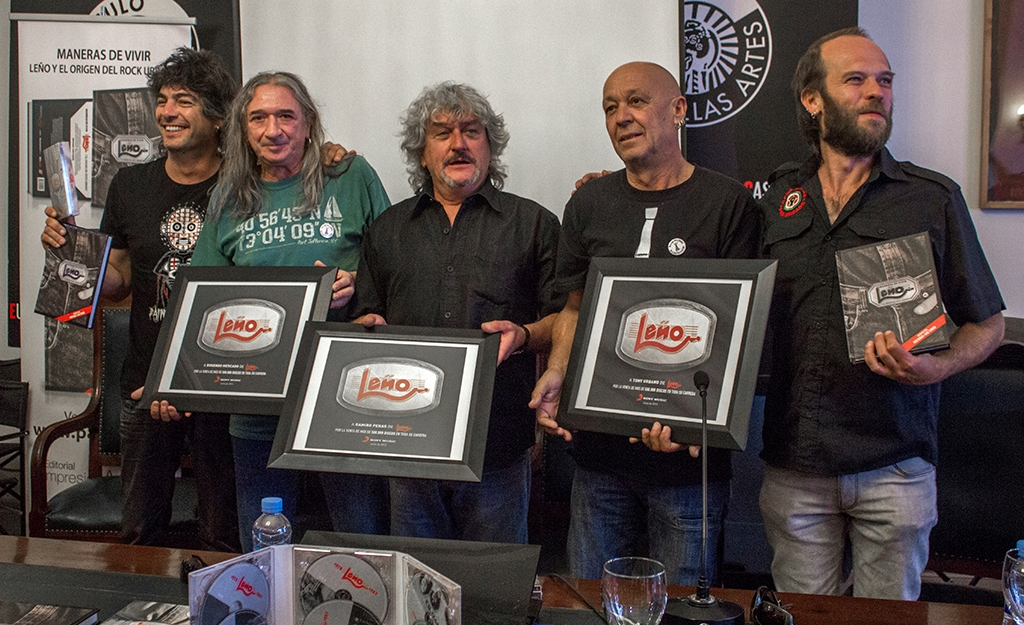
Leño, con Kike Turrón y Kike Babas, durante la presentación de su biografía y el reconocimiento por haber vendido más de 500.000 copias (24/06/2013)..

En 2000 el premio al mejor autor de rock, otorgado por la SGAE (Sociedad General de Autores y Editores), se lo llevó "La fina", canción que se encuentra en el último disco de Leño; el premio lo recogieron Tony y Ramiro, en nombre del grupo.
En 2010, con motivo del lanzamiento del álbum tributo Bajo la corteza: 26 canciones de Leño, la banda se reunió en la Sala Caracol para dar un pequeño concierto de 5 canciones. Este concierto fue privado, exclusivo para prensa, amigos y personas que trabajaron en el nuevo álbum.
En 2013 Leño se juntó por última vez en público en el Círculo de Bellas Artes de Madrid para el acto de presentación de la biografía Maneras de vivir. Leño y el origen del rock urbano de Kike Babas y Kike Turrón y una placa de reconocimiento por haber vendido más de 500.000 copias durante su carrera.
En 2012, la revista Rolling Stone calificó a Leño como la 13.ª mejor banda del rock español. En 2014, la lista de REIS los relegó al puesto 35 entre los mejores músicos del país, basada exclusivamente en las listas de los mejores álbumes y canciones españolas confeccionadas por Rolling Stone, Efe Eme y Rockdelux. El portal web DigitalDreamDoor posicionó a la banda como la 95.ª mejor banda de todo el rock hispanoamericano. Su álbum Leño fue seleccionado por la revista musical americana Al Borde como uno de los 250 mejores álbumes del rock iberoamericano y su álbum Corre, corre fue incluido como uno de los 50 mejores álbumes del rock español por la revista Rolling Stone. Asimismo, sus tres álbumes de estudio fueron incluidos en la lista de los 200 mejores discos del pop español por la revista Efe Eme.

## Miembros
- Rosendo Mercado – Voz y guitarra (1978-1983)
- Ramiro Penas – Batería y coros (1978-1983)
- Chiqui Mariscal † – Bajo y coros (1978)
- Tony Urbano † – Bajo y coros (1978-1983)

## Discografía

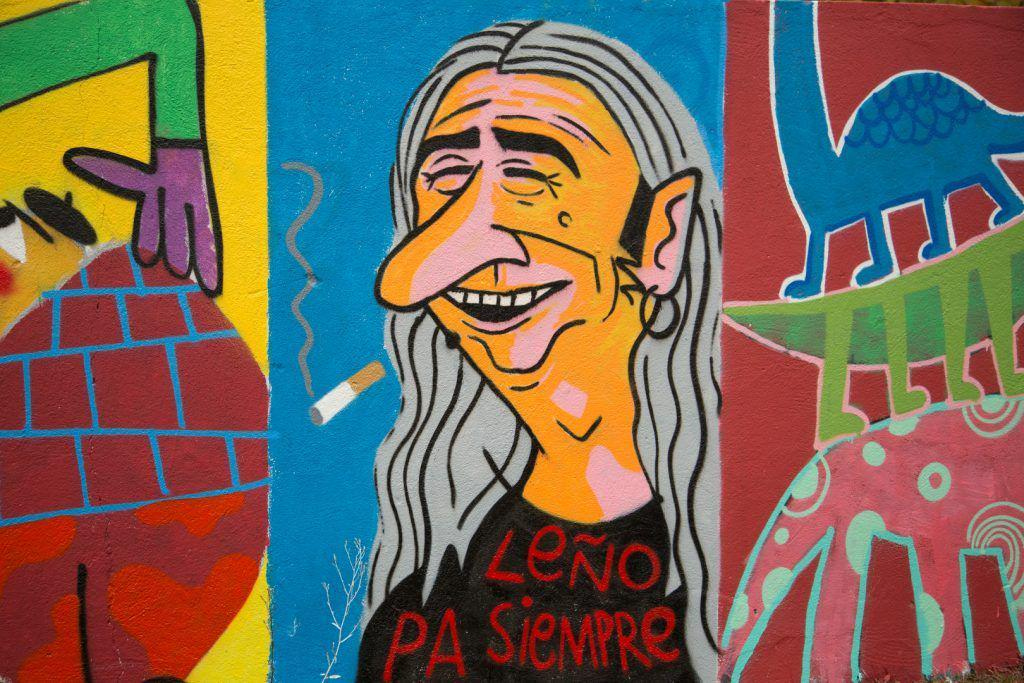
Rosendo representado en un mural de Carabanchel.

### Álbumes de estudio
- Leño (1979)
- Más madera (1980)
- ¡Corre, corre! (1982)

### Álbumes en directo
- En directo (1981)
- Vivo '83 (2006)

### Sencillos
- Este Madrid / Aprendiendo a escuchar (1978)
- El tren (1980)
- El oportunista (1980)
- La noche de que te hablé / Sin solución (1980)
- Maneras de vivir / Todo es más sencillo (1981)
- Corre, corre / Sorprendente (1982)
- ¡Que tire la toalla! / Sorprendente (1982)
- Maneras de vivir (CD single, BMG) (1997)

### Recopilatorios
- Nos va la marcha (banda sonora) (1978)
- Indirecto (1989)
- Maneras de vivir (Todos los grandes éxitos) (1997)
- Bajo la corteza: 26 canciones de Leño (Tributo) (2010)
- Esencial Leño (2017)

### Cajas recopilatorias
- Leño 1978-1983 (2013)